# Tescott
Tescott – miasto w Stanach Zjednoczonych, w stanie Kansas, w hrabstwie Ottawa.